# Callopistromyia annulipes
Callopistromyia annulipes (Macquart, 1855), indicata anche nella bibliografia in lingua inglese come peacock fly (mosca pavone), è una specie di dittero Brachicero dalle ali maculate appartenente alla famiglia Ulidiidae. La specie, originaria e diffusa in tutto il Nord America, è stata introdotta accidentalmente in Europa dall'inizio del XXI secolo e rinvenuta in Svizzera, Germania, Paesi Bassi, Francia, Italia, Slovenia, Slovacchia, Ungheria, Repubblica Ceca, Austria, Belgio, Polonia, Ucraina, Romania, Repubblica di San Marino e Croazia.
I maschi e le femmine si posano facendo mostra di sé su alberi o tronchi marcescenti con le ali sollevate verticalmente e puntate in avanti. La somiglianza con la coda di un pavone è accentuata dai riflessi blu.